# María Luisa Gil
María Luisa Gil (16 de diciembre de 1977) es una modelo y actriz cubana. Fue elegida como Playmate por la revista Playboy en junio de 1998.
Estuvo envuelta en asuntos de drogas en 2001 junto a su marido Pedro Pajes, quien fue condenado a cadena perpetua por tráfico de drogas. Alguno medios de información publicaron que ella también ingresó en prisión entre 21 y 27 meses.